# Wat Phra Lao Thep Nimit

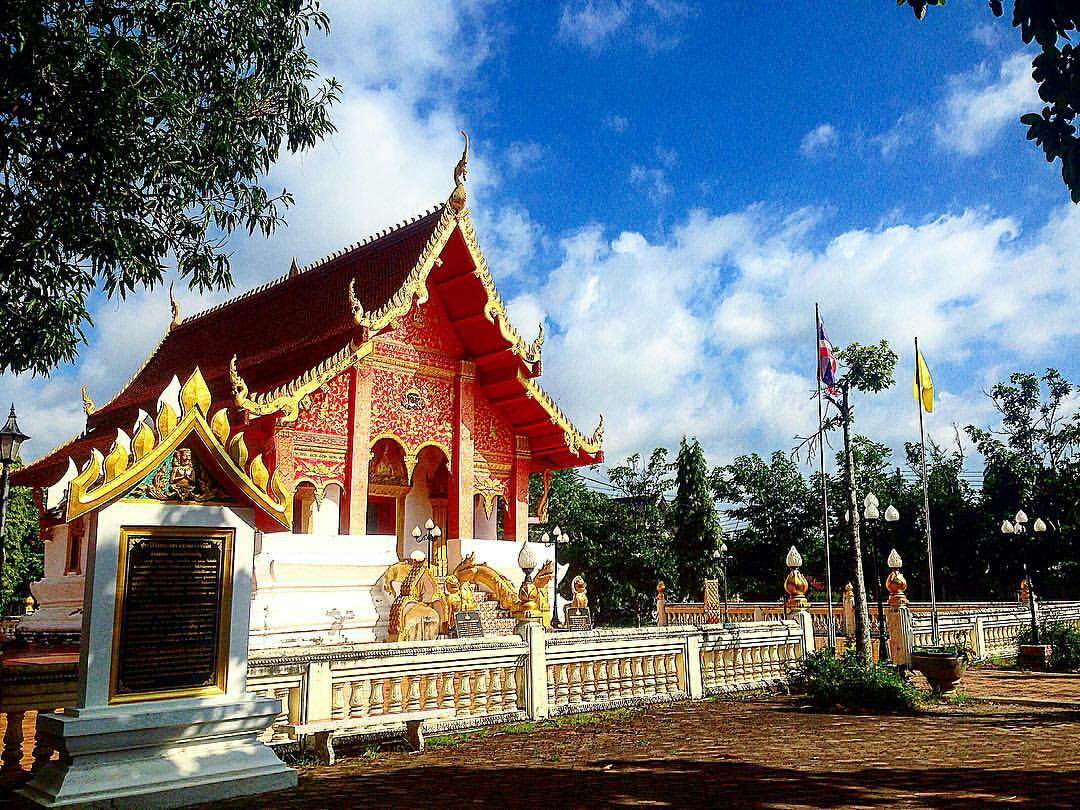
Wat Phra Lao Thep Nimit (2016)

Der Wat Phra Lao Thep Nimit  (Thai วัดพระเหลาเทพนิมิตร) ist eine buddhistische Tempelanlage (Wat) in Amphoe Phana, Provinz Amnat Charoen.

## Lage
Der Wat Phra Lao Thep Nimit liegt an der Straße 2134 in der Provinz Amnat Charoen.

## Baugeschichte
Der Wat Phra Lao Thep Nimit wurde 1720 in einem für Lan Na typischen Baustil errichtet.

## Sehenswürdigkeiten
Folgende Sehenswürdigkeiten befinden sich im Bereich des Wat Phra Lao Thep Nimit.
Das wichtigste Bildnis ist der Buddha Phra Lao Thep Nimit in der Haltung der Unterwerfung des Mara, das als schönstes Buddha-Bildnis des Isan angesehen wird. Es wurde wahrscheinlich im 18. Jahrhundert angefertigt.